# Dunseith
Dunseith (en anglais [dʌnˈsiːθ]) est une ville située dans le comté de Rolette, dans l’État du Dakota du Nord, aux États-Unis. Sa population s’élevait à 773 habitants lors du recensement de 2010, estimée à 771 habitants en 2018.

## Histoire
La localité dispose d’un bureau de poste depuis 1884. Dunseith a été incorporée en tant que city en 1908.

## Démographie
| 1910 | 1920 | 1930 | 1940 | 1950 | 1960  |
| ---- | ---- | ---- | ---- | ---- | ----- |
| 473  | 374  | 484  | 719  | 713  | 1 017 |

| 1970 | 1980 | 1990 | 2000 | 2010 | - |
| ---- | ---- | ---- | ---- | ---- | - |
| 811  | 625  | 723  | 739  | 773  | - |

## Source
- (en) Cet article est partiellement ou en totalité issu de l’article de Wikipédia en anglais intitulé « Dunseith, North Dakota » (voir la liste des auteurs).